# Diósgyőri VTK
Diósgyőri VTK (Diósgyőr-Vasgyári Testgyakorlók Köre), este un club de fotbal din Miskolc, Ungaria. Echipa susține meciurile de acasă pe Stadionul DVTK cu o capacitate de 17.000 de locuri.

## Lotul sezonului 2010-2011
| Nr. |         | Poziție | Jucător               |
| --- | ------- | ------- | --------------------- |
| 1   | Croația | P       | Ivan Rados            |
| 3   | Ungaria | F       | Zsolt Kovács          |
| 5   | Croația | F       | Igor Gal              |
| 6   | Ungaria | F       | Gergő Gohér           |
| 7   | Ungaria | M       | Péter Szabó           |
| 9   | Ungaria | M       | Balázs Demkó          |
| 10  | Camerun | M       | Mohamadou Abdouraman  |
| 16  | Ungaria | M       | Tibor Halgas          |
| 17  | Ungaria | F       | Krisztián Budovinszky |
| 18  | Ungaria | A       | Károly Bogyó          |
| 19  | Ungaria | M       | Ádám Kovács           |

| Nr. |         | Poziție | Jucător           |
| --- | ------- | ------- | ----------------- |
| 20  | România | M       | Róbert Roszel     |
| 21  | Camerun | M       | George Menougong  |
| 23  | Ungaria | F       | Gábor Horváth     |
| 26  | Ungaria | P       | Tamás Giák        |
| 37  | Ungaria | M       | Richárd Illés     |
| 77  | Ungaria | A       | Dávid Szabó       |
| 79  | Ungaria | M       | Ákos Lippai       |
| 86  | Ungaria | F       | Gyula Bihari      |
| 88  | Ungaria | M       | Norbert Zsivoczky |
| 92  | Ungaria | A       | Patrik Bacsa      |
| 99  | Ungaria | M       | Attila Dobos      |

### Împrumutați
| Nr. |         | Poziție | Jucător                             |
| --- | ------- | ------- | ----------------------------------- |
| 2   | Ungaria | F       | Norbert Kállai (at Hévíz FC)        |
| 6   | Ungaria | F       | Gergő Menyhért (at Kaposvölgye VSC) |
| 9   | Ungaria | M       | Gergő Gohér (at Budapest Honvéd FC) |
| 17  | Ungaria | F       | Tibor Bokros (at Bőcs KSC)          |

| Nr. |         | Poziție | Jucător                                      |
| --- | ------- | ------- | -------------------------------------------- |
| 19  | Ungaria | M       | Norbert Lipusz (at Kazincbarcikai SC)        |
| 20  | Ungaria | M       | Gellért Ivancsics (at Szigetszentmiklósi TK) |
| 24  | Ungaria | A       | Dávid Kleiber (at Budapest Honvéd FC)        |
| 41  | Ungaria | F       | Szabolcs Horváth (at Vecsési FC)             |

|  |

## Antrenori
| - Károly Jáhn: 1937 (3) - Pál Teleki: 1937–39 - Károly Csapkay: 1939–42 (95) - Dezső Wetzer: 1942–43 (20) - József Tomecskó: 1943–44 - Jónás Móré: 1945–46 (36) - Sándor Barna: 1946–47 (24) - Jenő Detrich: 1947 (12) - József Ádám: 1947–49 (42) - Sándor Felföldi: 1949 - József Tomecskó: 1950–52 (101) - Pál Szabó: 1952 (45) - Pál Jávor: 1953–55 (58) - Béla Jánosi: 1953–54 (24) - Sándor Felföldi: 1956–57 (34) - János Steiner: 1957 (11) - Pál Teleki: 1957–58 (88) - Gábor Kiss: 1958–60 (39) - Gyula Bodola: 1960–61 (35) - József Mágori: 1961 (6) - Márton Bukovi: 1962–63 (46) - György Nagy: 1963–65 (53) - Kálmán Preiner: 1965–66 - Pál Szabó: 1967 (45) | - Gyula Teleki: 1968 (23) - Gusztáv Sebes: 1968 - Oszkár Szigeti: 1968 (7) - Sándor Tátrai: 1969–1970 (51) - József Tóth: 1970–71 (10) - Imre Mathesz: 1970–72 (45) - Kálmán Preiner: 1972–74 (105) - Géza Szabó: 1974–81. (215) - István Deák: 1981. (14) - Lajos Puskás: 1981–83. (64) - Ferenc Fekete: 1983–84. (18) - Imre Hajas: 1984. (12) - László Bánkuti: 1984–86. (61) - Béla Gál: 1986. (34) - György Száger: 1987–88. (57) - Dr. Gábor Petróczy: 1988–89. (27) - László Kiss: 1989. (3) - Tibor Palicskó: 1989–91. (60) - László Vlad: 1991–92. (19) - Barnabás Tornyi: 1992. (11) - István Sándor: 1992–93. (45) - Antal Szentmihályi: 1994. (6) - Vilmos Kálmán: 1994. (3) - László Szepessy: 1994. (6) | - Ferenc Oláh: 1994–1995. (41) - Zoltán Leskó: 1995–96. (7) - József Verebes: 1996. (12) - Barnabás Tornyi: 1996–1998 (51) - Gábor Szapor: 1999 spring (7) - Miklós Temesvári: 1999–2000 (27) - Zoltán Varga: 2000 (9) - Géza Huszák: 2000 (7) - János Pajkos: 2002–2003 - Károly Gergely: 2003–2004 - Tibor Őze: 2004 - Lajos Détári: 2004 (0) - József Kiprich: 2004 (6) - György Gálhidi: 2004–2005 (23) - János Pajkos/ Zoran Kuntic: 2005 (10) - János Pajkos: 2006 (15) - János Csank: 2006–2007 (30) - János Pajkos: 2007 (10) - Attila Vágó: 2007–2008 (27) - Miklós Benczés: 2008 (2) - Tibor Sisa: 2008–2009 (5) - György Gálhidi: 2009 spring (15) - Zoltán Aczél: 2009 fall (15) - Barnabár Tornyi: 2009- |